# Buniw
Buniw (ukrainisch Бунів; russisch Бунов Bunow, polnisch Bonów) ist ein Dorf in der ukrainischen Oblast Lwiw mit etwa 800 Einwohnern (2001).

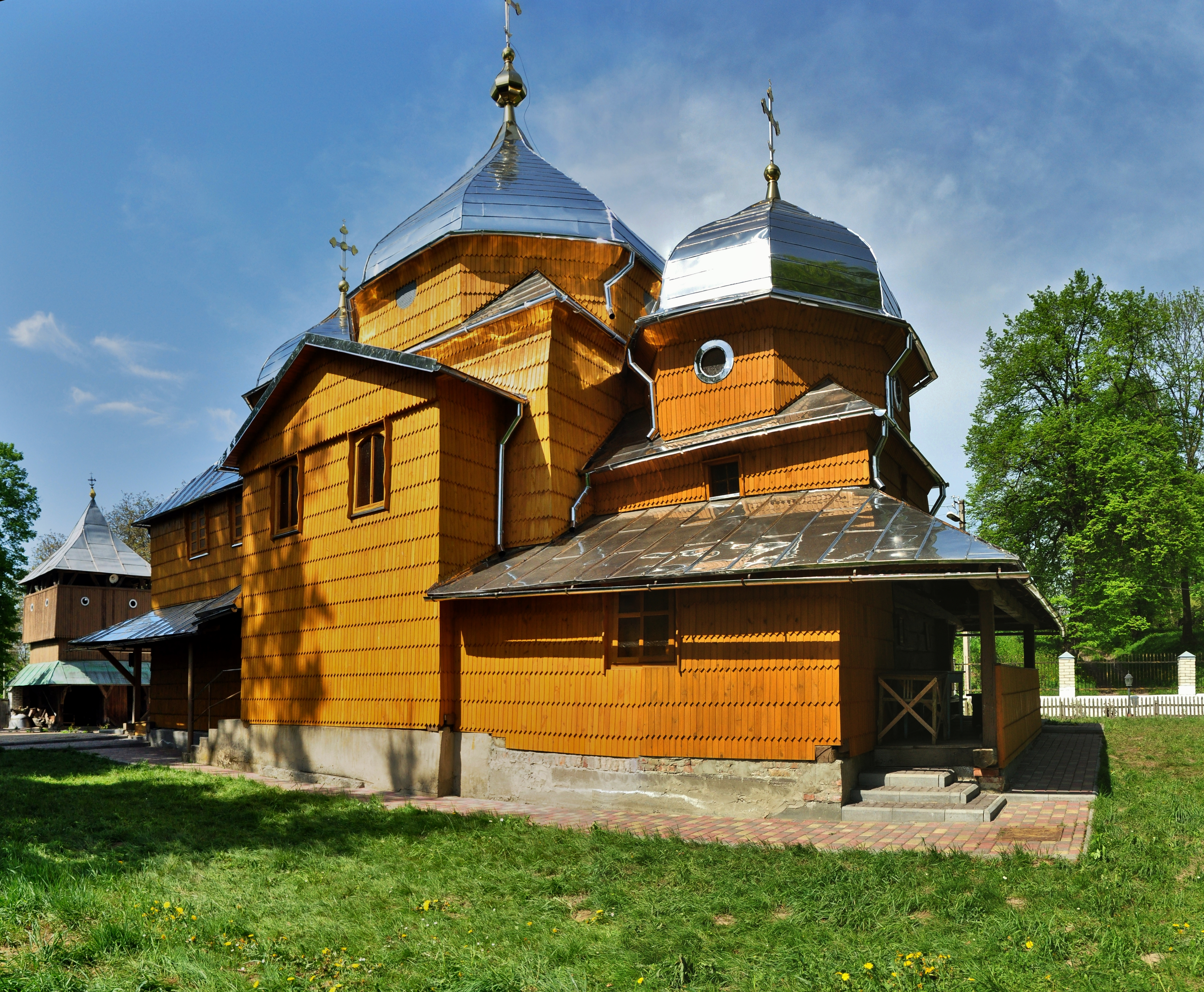
St.-Paraskewa-Kirche in Buniw

Am 12. Juni 2020 wurde das Dorf ein Teil neu gegründeten Stadtgemeinde Jaworiw im Rajon Jaworiw; bis dahin bildete es zusammen mit dem Dorf Iwanyky (Іваники) die Landratsgemeinde Buniw (Бунівська сільська рада/Buniwska silska rada) im Süden des Rajon Jaworiw.
Die Ortschaft liegt auf einer Höhe von 250 m 10 km südwestlich vom Rajonzentrum Jaworiw und 58 km westlich vom Oblastzentrum Lwiw.
Sie besitzt mit der 1671 errichteten hölzernen St.-Paraskewa-Kirche und deren Glockenturm ein Baudenkmal aus dem 17. Jahrhundert.

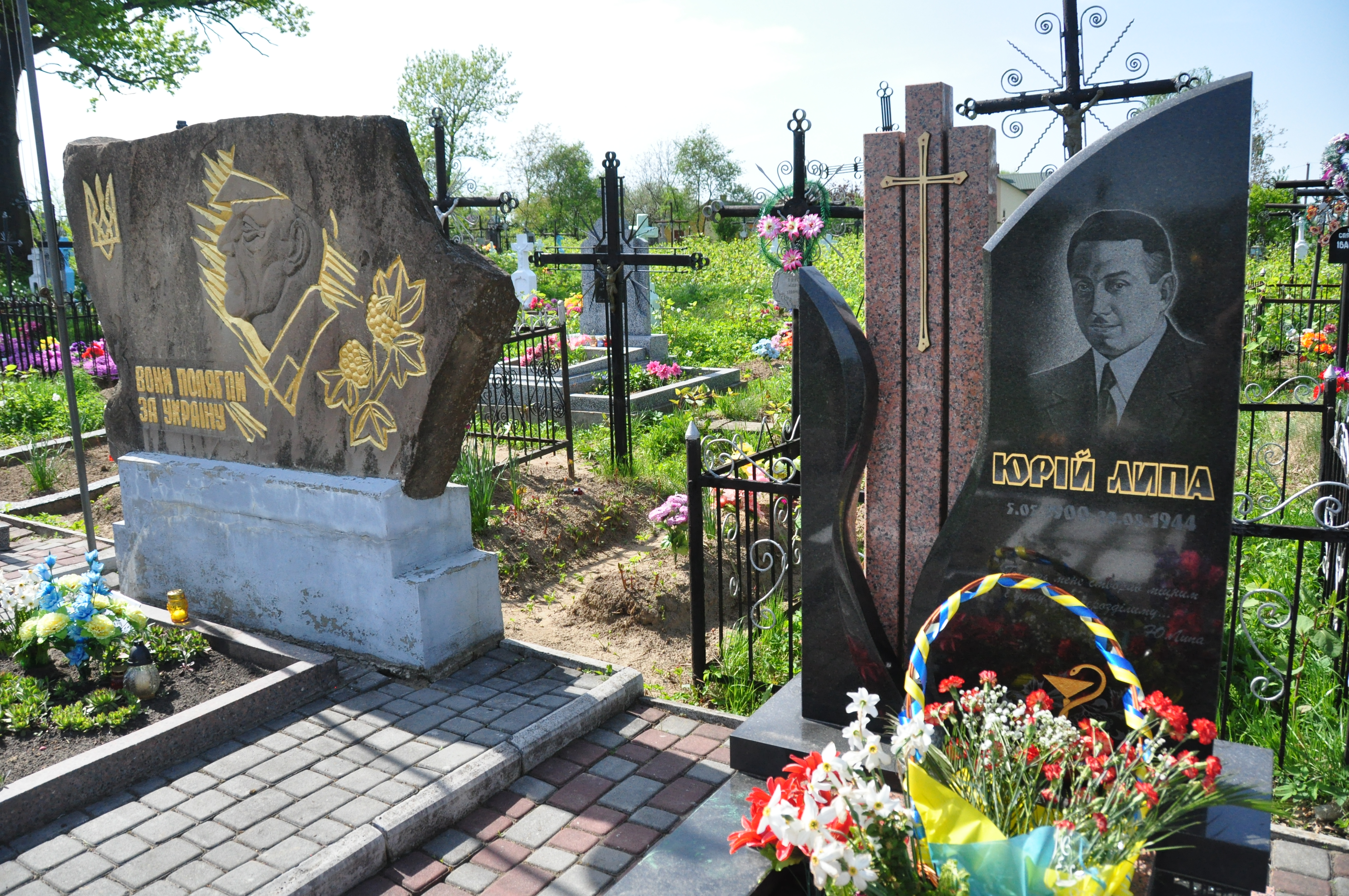
Jurij Lypkas Grab neben dem Denkmal für die gefallenen OUN-UPA-Soldaten auf dem örtlichen Friedhof

Auf dem Friedhof des Dorfes befindet sich das Grab des ukrainischen Arztes, Schriftstellers, Dichters, Journalisten, Publizisten und Ideologen Jurij Lypa, der von Mitarbeitern des NKWD am 19. August 1944 im Nachbardorf Schutowa brutal ermordet wurde. Seiner wird auch heute noch im Dorf gedacht.

## Geschichte
Das erstmals 1349 schriftlich erwähnte Dorf (eine weitere Quelle nennt das Jahr 1320) lag zunächst in der Adelsrepublik Polen-Litauen und nach der Ersten Teilung Polens von 1772 bis 1918 im österreichischen Kronlandes Galizien und Lodomerien (dort ab 1855 im Bezirk Jaworów). Nach dem Zusammenbruch der Habsburgermonarchie am Ende des Ersten Weltkrieges im November 1918 kam die Ortschaft kurzzeitig zur Westukrainischen Volksrepublik und daran anschließend an die Woiwodschaft Lwów der Zweiten Polnischen Republik.
Nach der Besetzung Ostpolens durch die Sowjetunion Ende 1939 fiel das Dorf an die Ukrainische Sozialistische Sowjetrepublik innerhalb der Sowjetunion, bis es nach der deutschen Okkupation zwischen 1941 und 1944 dem Distrikt Galizien angegliedert wurde. Nach der Rückeroberung des Dorfes durch die Rote Armee kam es erneut zur Ukrainischen SSR, wo es bis zum Zerfall der Sowjetunion verblieb und schließlich 1991 Teil der nun unabhängigen Ukraine wurde.